# 許鉞
許鉞，浙江钱塘人，清朝政治人物。举人出身。
乾隆三十九年一，擔任廣東廣州府永安縣知縣（現紫金縣知縣）。后由劉垌接任。